# Across the Universe
|  | Aquest article tracta sobre la cançó de The Beatles. Si cerqueu la pel·lícula de 2007, vegeu «Across the Universe (pel·lícula)». |

«Across the Universe» és una cançó de The Beatles composta per John Lennon l'any 1968 però acreditada durant un any com Lennon-McCartney, inclosa primer a l'àlbum benèfic No One's Gonna Change Our World (1968) i després a Let It Be (1970).

## Composició
La cançó va ser escrita per John a Kenwood després d'una discussió amb Cynthia Powell.

## Enregistrament
Encara que The Beatles tan sols van gravar Across the Universe una vegada i després es van editar dues versions, ambdues contenen elements no desitjats que van ser afegits en el procés de producció. La cançó es va gravar el 4 de febrer de 1968, però per diverses raons (John no estava totalment convençut amb el resultat) va romandre inèdita fins a 1969, quan l'àlbum del WWF "No One is Gonna Change Our World" va ser llançat. Aquesta és la versió que apareix en el Past Masters 2. Sons d'ocells van ser afegits a la cançó per a aquest llançament (sons que no van incloure The Beatles) i a més es va accelerar la cançó pujant-la un semitò, fins a Eb. Phil Spector va utilitzar la cinta original de 1968 per superposar un cor i una orquestra per a l'àlbum Let It Be, encara que la cançó es va alentir fins i tot per sota de la velocitat original, quedant ara un semitò per sota de l'original, és a dir en C#.
La primera versió que es troba a la recopilació "Past Masters, Two" on s'inclouen els sons dels ocells i és notable que és més ràpida que la que es troba a Let It Be.
La versió original d'Across The Universe pot trobar-se en l'àlbum de 2003 "Let It Be... Naked".

## Transmissió a l'espai exterior
El 5 de febrer de 2008, a les 00:00 UTC, la NASA va transmetre "Across The Universe" en direcció a l'estel Polaris, que es troba a 431 anys llum de la Terra. La transmissió va ser realitzada usant una antena de 70m en el DSN's Madrid Deep Space Communication Complex, localitzat als afores de Madrid, Espanya. I va ser fet amb un transmissor "X band", proporcionant a l'antena 18 KW.
Això va ser fet a fi de celebrar el 40º aniversari de la cançó, el 45° aniversari de la Deep Space Network (DSN), i el 50º aniversari de la NASA. La idea va ser concebuda per l'historiador dels Beatles Martin Lewis, qui va convidar a tots els fans dels Beatles a reproduir la cançó com si fora a ser enviada a un estel distant. Aquesta és la segona ocasió en què una peça musical ha estat transmesa a l'espai exterior de forma intencionada (la primera va ser el missatge interestel·lar: "1st Theremin Concert to Aliens"), i va ser aprovada per Paul McCartney, Yoko Ono, i Apple Records.

## Aparició en pel·lícules
Across the universe és també el nom d'una pel·lícula realitzada en el 2007, un musical amb covers dels Beatles, dirigida per Julie Taymor i protagonitzada per Jim Sturgess i Evan Rachel Wood, que incorpora 34 cançons del quartet de Liverpool en la seva banda sonora, a més de prendre el títol de la pel·lícula d'una d'elles. Per a aquesta pel·lícula, la cançó és interpretada per Jim Sturgess.
La cantant nord-americana Fiona Apple va fer un cover de la cançó l'any 1998, per a la part final de la pel·lícula Pleasantville.
A la banda sonora de la pel·lícula "I am Sam" apareixen diverses cançons de The Beatles, entre elles Across The Universe, interpretada per Rufus Wainwright.